# Слинкин, Андрей Викторович
Андре́й Ви́кторович Сли́нкин (укр. Андрій Вікторович Слінкін; род. 19 февраля 1991, Одесса) — украинский футболист, защитник

## Карьера
Воспитанник ДЮФК «Черноморец». Первый тренер — А. И. Рашко (ДЮСШ-6). С июля 2008 года выступал в молодёжном составе одесского «Черноморца». После того, как «Черноморец» летом 2010 года вылетел в Первую лигу и потерял право играть в молодёжном чемпионате, Слинкин был заявлен за фарм-клуб, «Черноморец-2», выступавший во Второй лиге. Там Слинкин стал основным игроком команды, сыграв в 16 из 22 матчей чемпионата и забив 6 мячей. В составе основной команды дебютировал 18 августа 2010 года в матче Кубка Украины против хмельницкого «Динамо».
Летом 2011 года, когда «моряки» вернулись в Премьер-лигу, был заявлен за основную команду, но играл преимущественно за молодёжный состав. 17 июля 2011 года дебютировал в Премьер-лиге, отыграв весь матч против львовских «Карпат» (1:1). 22 августа 2012 года был арендован футбольным клубом «Сумы» до 30 ноября 2012 года. В конце года вернулся в одесский клуб, где в основном играл за дублирующий состав. В 2013 году принял участие в финале Кубка Украины и в матче за Суперкубок Украины против донецкого «Шахтёра».
8 февраля 2014 года был арендован словацким клубом «Сеница». Контракт был рассчитан на четыре месяца с возможностью продления до декабря того же года. Всего до конца сезона сыграл 12 матчей в чемпионате Словакии, после чего вернулся в Одессу. С сезона 2014/15 стал стабильнее привлекаться в основную команду, а в сезоне 2015/16 стал основным левым защитником «Черноморца».
В январе 2016 года был отдан аренду до конца сезона в молдавский клуб «Заря» (Бельцы), в составе которой стал обладателем Кубка Молдавии. К началу сезона 2016/17 подписал годичный контракт с «Дачией» (Кишинёв), но уже в декабре 2016 года покинул команду. В январе 2017 года вновь присоединился к «Заре».
19 февраля 2018 года подписал контракт с черниговской «Десной» сроком на 3 года.
В феврале 2021 года стал игроком латвийского клуба «Вентспилс».
В июле 2021 года перешёл в команду украинской второй лиги «Перемога» (Днепр), однако уже в августе того же года, после первых двух игр сезона, клуб разорвал контракт с игроком, мотивируя это решение систематическими нарушениями режима и регулярным распитием алкоголя со стороны футболиста. Со слов самого игрока, причиной расторжения контракта стало желание руководства клуба сэкономить и организовать показательное наказание, в связи с неудовлетворительными результатами команды. В середине августа было объявлено о переходе футболиста в «Горняк-Спорт», однако уже в начале сентября, не проведя за «Горняк-Спорт» ни одного матча, Слинкин стал игроком винницкой «Нивы»

## Достижения
- Финалист Кубка Украины: 2012/13
- Обладатель Кубка Молдавии: 2015/16
- Бронзовый призёр Первой лиги: 2017/18